# Brodské
Brodské (bis 1927 slowakisch auch „Brodsko“ oder „Brocké“; deutsch Brodsko, älter auch Pruske, ungarisch Gázlós, bis 1907 Brockó) ist eine Gemeinde im westslowakischen Kraj Trnava. Sie liegt in der Region Záhorie im Záhorie-Tiefland an der March, gegenüber der tschechischen Gemeinde Lanžhot. Die Nachbargemeinden sind Kúty im Süden und die Stadt Gbely im Osten; sie ist 25 km von Skalica und 67 km von Bratislava entfernt.

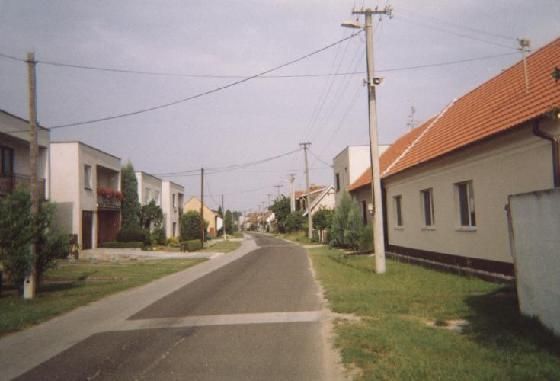
Blick im Ort

Die erste schriftliche Erwähnung erfolgte 1163 (Gründung einer katholischen Pfarrei) oder 1273 (unter dem Namen Barachka) und der Ort gehörte zum Herrschaftsgut von Holíč, später von Šaštín. Es gab beim Ort eine Furt (slow. brod) durch die March. Die Habaner wurden hier im 16. Jahrhundert angesiedelt, aber sie existierten im Ort nach dem Jahr 1663 nicht mehr.
Heute ist Brodské ein bedeutender Grenzübergang nach Tschechien – eine Autobahn- und eine Straßenbrücke sowie eine Eisenbahnbrücke führen zur tschechischen Gemeinden Lanžhot und Břeclav.
Bis Juni 2007 lag auch die Katastralgemeinde Štepnice auf dem Gebiet der Gemeinde.

## Bevölkerung
| Jahr                | 1994 | 2004    | 2014    | 2024    |
| ------------------- | ---- | ------- | ------- | ------- |
| Anzahl der Personen | 2400 | 2374    | 2322    | 2248    |
| Unterschied         |      | −1,08 % | −2,19 % | −3,18 % |

| Jahr                | 2023 | 2024    |
| ------------------- | ---- | ------- |
| Anzahl der Personen | 2257 | 2248    |
| Unterschied         |      | −0,39 % |